# Епархия Илагана

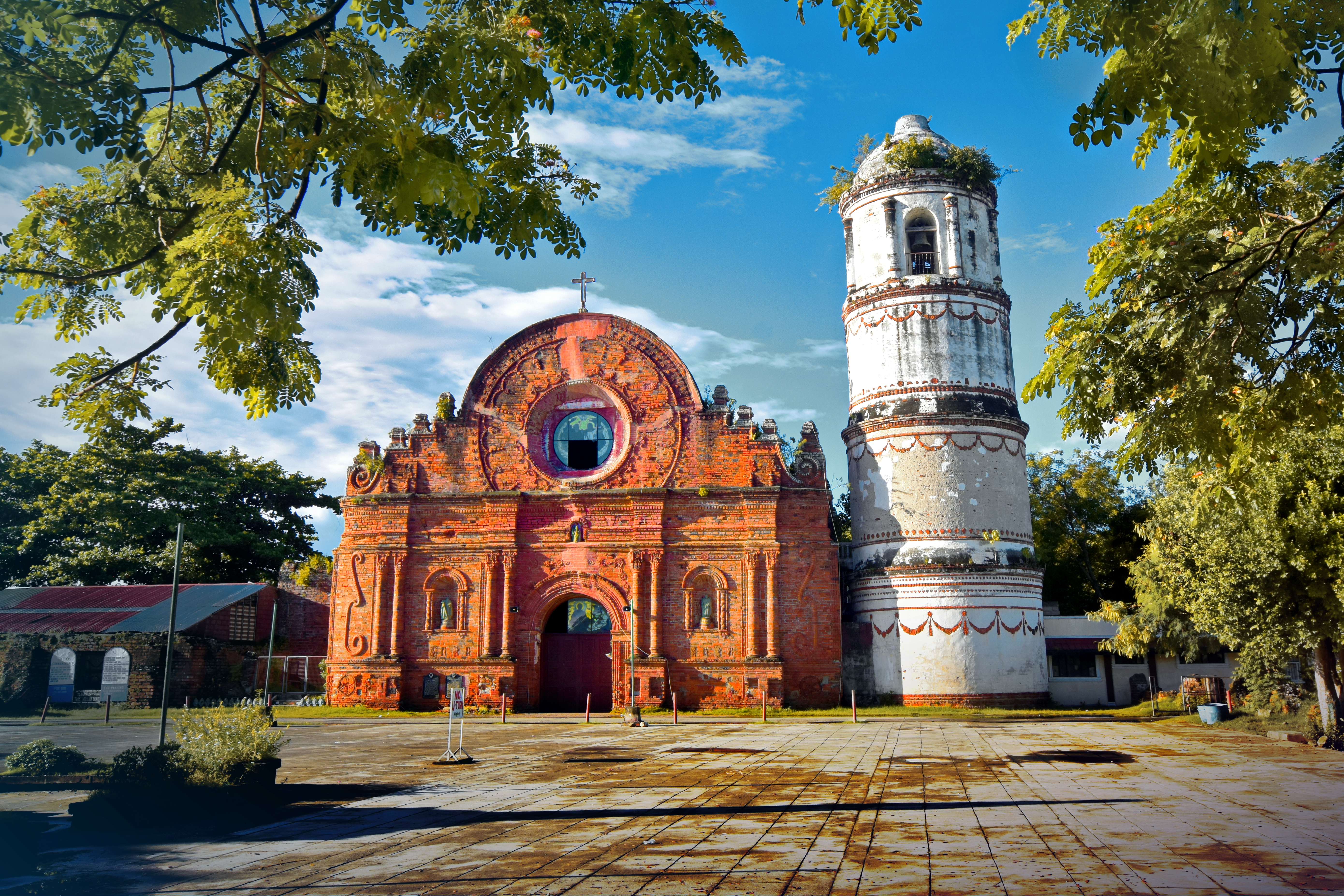
Церковь Святого Матвея в Тумауини

Епархия Илагана (лат. Dioecesis Ilaganensis) — епархия Римско-Католической церкви с центром в городе Илаган, Филиппины. Епархия Илагана распространяет свою юрисдикцию на провинцию Исабела. Епархия Илагана входит в митрополию Тугегарао.  Кафедральным собором епархии Илагана является церковь святого Фердинанда.

## История
31 января 1970 года Римский папа Павел VI выпустил буллу Quia urget Christi, которой учредил епархию Илагана, выделив её из епархии Тугегарао (сегодня – Архиепархия Тугегарао) и территориальной прелатуры Инфанты. В этот же день территориальная прелатура вошла в митрополию Новой Сеговии. 
21 сентября 1974 года епархия Илагана вошла в митрополию Тугегарао.

## Ординарии епархии
- епископ Francisco Raval Cruces (4.03.1970 – 22.08.1973) – назначен архиепископом Замбоанги;
- епископ Miguel Gatan Purugganan (21.01.1974 – 26.07.1999);
- епископ Sergio Lasam Utleg (26.07.1999 – 13.11.2006) – назначен епископом Лаоага;
- епископ Joseph Amangi Nacua (10.06.2008 – по настоящее время).

## Источник
- Annuario Pontificio, Ватикан, 2007
- Булла  Quia urget Christi  (лат.)